# (3644) Kojitaku
(3644) Kojitaku est un astéroïde de la ceinture principale découvert le 5 octobre 1931 par l'astronome allemand Karl Wilhelm Reinmuth. Le lieu de découverte est Heidelberg (024). Sa désignation provisoire était 1931 TW.